# Azteca muelleri
Azteca muelleri es una especie de hormiga del género Azteca, subfamilia Dolichoderinae. Fue descrita científicamente por Emery en 1893.
Se distribuye por Bolivia, Brasil y Perú. Se ha encontrado a elevaciones de hasta 1800 metros. Vive en las selvas tropicales y bosques húmedos.